# Демков, Михаил Иванович
Михаил Иванович Демков (1859—1939) — русский педагог; теоретик, историк и популяризатор педагогики.

## Биография
Родился в 1859 году. В 1877 году окончил Нежинский лицей и в 1881 — Киевский университет.
С 1881 года преподавал физику и естествознание в Черниговской женской гимназии, а с 8 ноября 1885 года — в Глуховском учительском институте; с 1889 года исполнял обязанности преподавателя математики и естественной истории в Глуховской женской прогимназии. В 1905—1911 годах возглавлял Московский учительский институт; с 1911 года был директором народных училищ Владимирской губернии. После Октябрьской революции преподавал педагогику и историю педагогики в Прилукском педагогическом техникуме.
Был действительным членом Киевского общества естествоиспытателей и Нежинского историко-филологического общества.

## Публикации
С начала 1890-х годов он стал публиковать статьи по педагогике, дидактике, истории педагогики в различных журналах. М. И. Демков — автор первых крупных учебников по педагогике для учительских институтов, учительских семинарий и педагогических классов женских гимназий:
- Курс педагогики для учительских институтов, высших женских курсов и педагогических классов женских гимназий — М.: тип. Г. Лисснера и Д. Собко, 1907—1908. — 2 т.; История русской педагогии. — Ревель: Гимназия, 1896
- Краткая история педагогики Для учит. ин-тов и семинарий, пед. кл. жен. гимназий и ин-тов, пед. курсов при гор. уч-щах и для нар. учителей. — [Москва]: тип. т-ва И.Д. Сытина, 1910. — 196 с.
  - 6-е изд., испр. — Москва: тип. т-ва И.Д. Сытина, 1917. — 238 с.

Одной из сторон педагогической деятельности была популяризация педагогических знаний:
- Очерки по истории русской педагогики — М.: тип. т-ва И.Д. Сытина, 1909. — 144 с.;
- История русской педагогии. Ч. 1-3. — Ревель: [журн.] «Гимназия», 1895—1909. (см. Новая русская педагогия. (XIX век). — М., 1909. — VIII, 532 с.)
- Начатки сельского хозяйства (1913);
- Естественная история для народной школы (М.: Т-во «В.В. Думнов насл. бр. Салаевых», 1914. — 220 с.).

В книгах «Русская педагогика в главнейших её представителях» (М.: К. И. Тихомиров, 1898. — 480 с. — (Педагогическая библиотека изд., К. Тихомировым и А. Адольфом; Вып. 12); 2 изд., 1915) и «Старые и новые педагоги, их жизнь, мысли и труды» (М.: А.Д. Ступин, 1912. — 182 с.) им были представлены биографии крупнейших педагогов. Также Демковым были написаны для детей рассказы «Уголок детской жизни» (1915).